# 善花公主
善花公主，或作善化公主，根據《三國遺事》記載，是新羅真平王的三公主，百濟第三十代武王扶餘璋的王后。近年在彌勒寺址石塔遺址的考古，發現有關武王王后沙宅王后的記錄，使善花公主是否真有其人再次引起爭論。

## 生平
根據《三國遺事》中記載，善花公主是新羅真平王與摩耶夫人的女兒，善德女王與天明公主（文貞太后）幼妹。
武王為寡母之子與池龍交通而生。小時以賣紅薯為業，因此國人皆稱其為薯童。聽聞善花公主美艷無雙，造《薯童謠》畢並命慶州金城中孩童傳唱，中傷善花公主。歌謠傳入宮廷，公主因而被流放。薯童於公主流放途中拜伏於地，欲做公主侍衛。公主讓其隨行，後知其為薯童，相信童謠的靈驗，便和薯童回百濟。其後薯童以神力將黃金輸至新羅宮中，因此得到人心，即位為百濟王。後武王與善花公主於一大池邊，見彌勒三尊出現於池中，公主便和武王說應興建一寺於此，此即為彌勒寺。
也有假設指記載中女子不是善花公主，而是百濟公主、貴族或地方豪族之女。

## 爭論
2009年，在全羅北道益山市彌勒寺址石塔遺址發現刻在金版上的《金制舍利奉安記》，詳細講述建立彌勒寺是武王的王后沙宅積德之女沙宅王后。因此對於善花公主是否真有其人，學界意見分歧。